# Association du football virois
 (décembre 2021).
Si vous disposez d'ouvrages ou d'articles de référence ou si vous connaissez des sites web de qualité traitant du thème abordé ici, merci de compléter l'article en donnant les références utiles à sa vérifiabilité et en les liant à la section « Notes et références ».
 (octobre 2023).
Maillots
Actualités
| \| Vire Normandie \| L'AF Virois est basée à Vire Normandie (Calvados). |
| Vire Normandie                                                          |

L'Association du football virois, couramment abrégé en AF Virois, est un club français de football, fondé en 1962 et basé à Vire Normandie (Calvados). Actuellement présidé par Christophe Lécuyer, il évolue en National 2, le quatrième échelon du football francais. Le club dispute sa première saison à ce niveau, après sa montée et son titre de champion de National 3 Normandie, acquis lors de la saison 2022-2023.

## Historique
Né de la fusion entre l'ES Vire, tout juste reléguée de Promotion d'honneur et l'AC Vire, 4e de 1re division de district, le club voit le jour, le 12 juin 1962, en rejoignant le club omnisports de l'Union sportive municipale (USM) viroise. Le 30 septembre suivant, l'USM Vire football dispute le premier match de son histoire, face au SU Dives, en Coupe de France. Les Virois s'inclinent sur la plus petite des marges (0-1).
À l'issue de la saison 1996-1997, le club termine 4e de Division d'honneur et prend un nouveau virage : le 19 mai 1997, il quitte l'USM Vire et prend son indépendance en devenant le Football club municipal (FCM) virois. Trois ans plus tard, en 2000, le FCM Vire fusionne avec l'US Saint-Germain-de-Tallevende.
Le 7 juin 2002, le FCM Vire – Saint-Germain fusionne avec le club voisin de l'Association sportive de Saint-Martin-de-Tallevende (ASSMT) football. De cette union, est créée l'Association du football virois (AFV).

## Palmarès
| Compétitions                                                                                           |
| --- |
| Championnat de France D (National 3) - Vainqueur de groupe : 2023 DH Basse-Normandie - Champion : 1992 |

## Logo

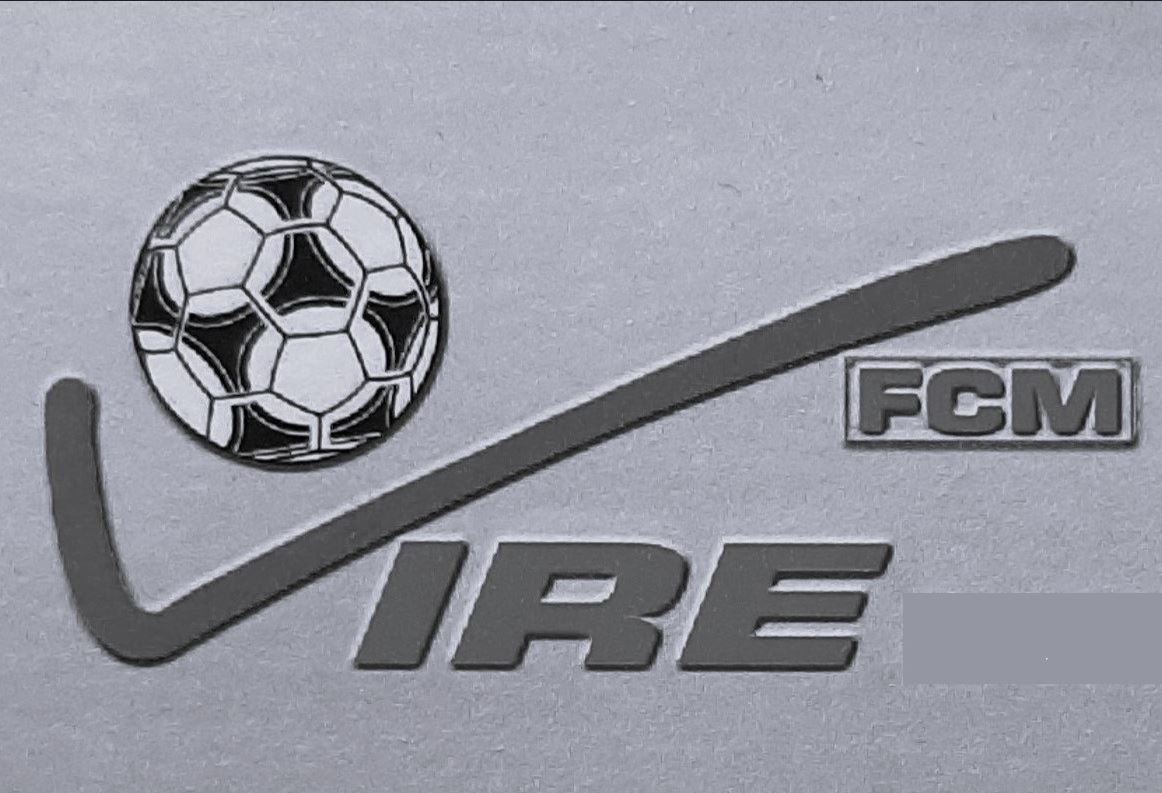
Logo de 1997 à 2000.
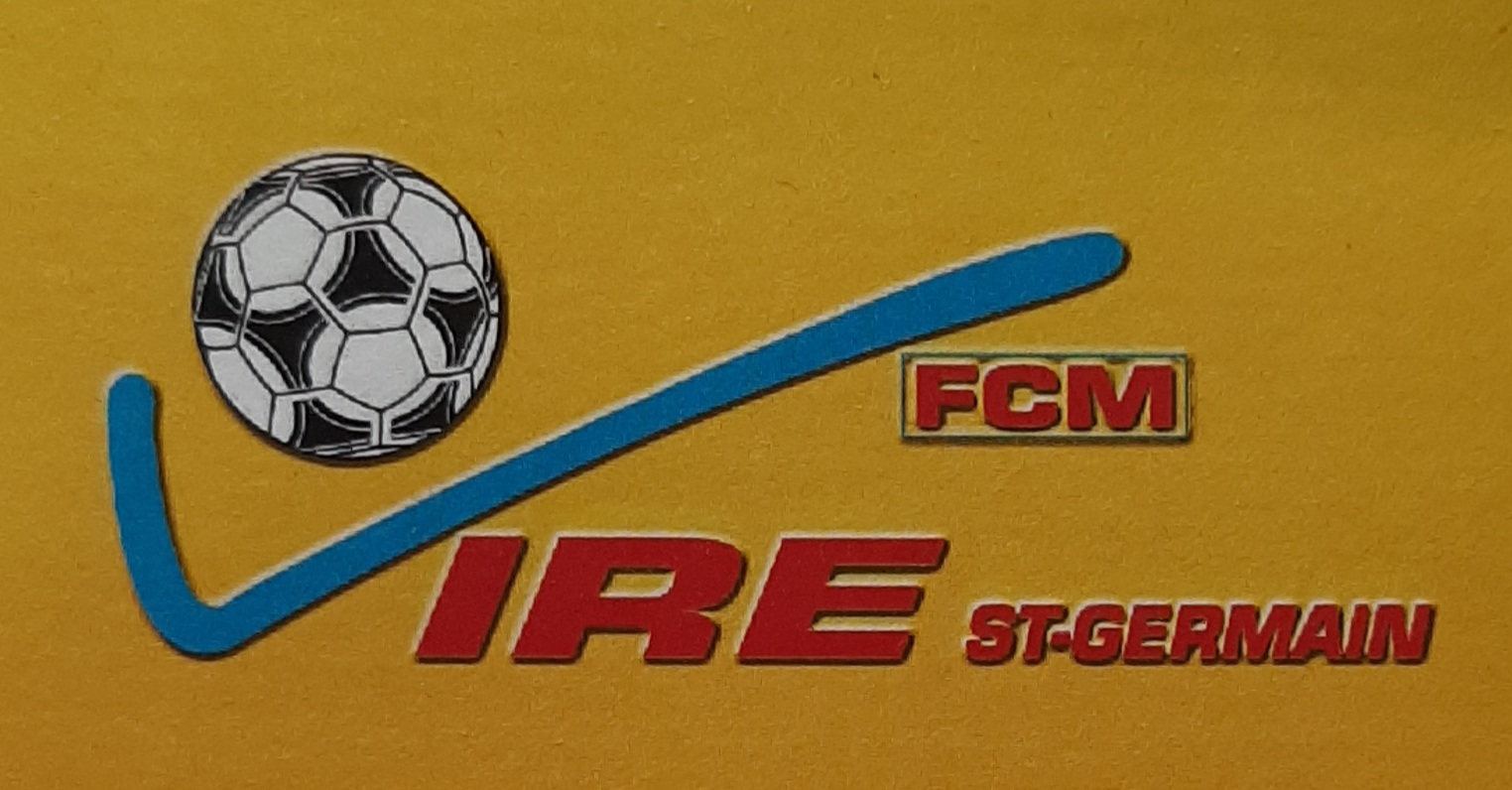
Logo de 2000 à 2002.
Logo depuis 2023.

## Bilan saison par saison
| Saison    | Division                                                    | Coupe |
| --------- | ----------------------------------------------------------- | --- |
| 1962-1963 | 1re division du Calvados : 1er                              | 30 septembre : premier match de l'USM Vire en coupe de France (0-1 vs SU Dives)                                               |
| 1963-1964 | Promotion d'honneur (PH): 7e                                | |
| 1964-1965 | PH : 7e                                                     | |
| 1965-1966 | PH : 9e                                                     | |
| 1966-1967 | PH : 12e                                                    | |
| 1967-1968 | 1re division : 2e                                           | |
| 1968-1969 | 1re division : 2e                                           | |
| 1969-1970 | PH : 3e                                                     | |
| 1970-1971 | PH : 10e                                                    | |
| 1971-1972 | PH : 11e                                                    | |
| 1972-1973 | PH : 3e                                                     | |
| 1973-1974 | PH : 10e                                                    | |
| 1974-1975 | PH : 9e                                                     | |
| 1975-1976 | PH : 10e                                                    | |
| 1976-1977 | PH : 2e                                                     | Coupe de Normandie : 1/2e finale (0-3 vs SM Caen)                                                                             |
| 1977-1978 | PH : 11e                                                    | |
| 1978-1979 | PH : 11e                                                    | |
| 1979-1980 | PH : 3e                                                     | |
| 1980-1981 | Division d'honneur régionale (DHR) : 5e                     | |
| 1981-1982 | DHR : Dernier                                               | |
| 1982-1983 | PH : 7e                                                     | |
| 1983-1984 | PH : 10e                                                    | |
| 1984-1985 | PH : 10e                                                    | |
| 1985-1986 | 1re division : 6e                                           | |
| 1986-1987 | 1re division : 1er                                          | |
| 1987-1988 | PH : 1er                                                    | |
| 1988-1989 | DHR : 5e                                                    | |
| 1989-1990 | DHR : 3e                                                    | Coupe de Basse-Normandie : finaliste (2-6 vs FC Condé-sur-Vire [Division 4])                                                  |
| 1990-1991 | DHR : 1er                                                   | |
| 1991-1992 | Division d'honneur (DH) : 1er                               | Coupe de France : 32es de finale (0-3 vs Le Havre AC [Division 1])                                                            |
| 1992-1993 | National 3 (N3) : 11e                                       | |
| 1993-1994 | N3 : 11e                                                    | |
| 1994-1995 | N3 : 13e                                                    | |
| 1995-1996 | DH : 5e                                                     | |
| 1996-1997 | DH : 4e                                                     | |
| 1997-1998 | DH : 2e                                                     | |
| 1998-1999 | Championnat de France amateur 2 (CFA 2) : 14e               | |
| 1999-2000 | CFA 2 : 10e                                                 | Coupe de France : 7e tour (2-3, a.p. vs SM Caen [Division 2])                                                                 |
| 2000-2001 | CFA 2 : 12e                                                 | |
| 2001-2002 | CFA 2 : 11e                                                 | Coupe de France : 8e tour (1-2 vs Chamois niortais FC [Division 2])                                                           |
| 2002-2003 | CFA 2 : Dernier                                             | Coupe de France : 7e tour (0-7 vs Châteauroux [Ligue 2])                                                                      |
| 2003-2004 | DH : 11e                                                    | |
| 2004-2005 | DH : 7e                                                     | |
| 2005-2006 | DH : 6e                                                     | |
| 2006-2007 | DH : 13e                                                    | |
| 2007-2008 | Division supérieure régionale (DSR) : 3e                    | |
| 2008-2009 | DSR : 1er                                                   | |
| 2009-2010 | DH : 3e                                                     | |
| 2010-2011 | DH : 4e                                                     | |
| 2011-2012 | DH : 4e                                                     | |
| 2012-2013 | DH : 12e                                                    | |
| 2013-2014 | DSR : 5e                                                    | |
| 2014-2015 | DSR : 1er                                                   | |
| 2015-2016 | DH : 7e                                                     | |
| 2016-2017 | DH : 5e                                                     | |
| 2017-2018 | Régional 1 (R1) : 3e                                        | Coupe de France : 7e tour (0-1 vs FC Chambly [National])                                                                      |
| 2018-2019 | R1 : 2e                                                     | |
| 2019-2020 | N3 : 6e (saison arrêtée à cause de la pandémie de Covid-19) | Coupe de France : 8e tour (0-3 vs FC Versailles [National 3])                                                                 |
| 2020-2021 | N3 : Saison blanche à cause de la pandémie de Covid-19      | Coupe de France : 7e tour (0-3 vs FC Rouen [National 2])                                                                      |
| 2021-2022 | N3 : 5e                                                     | |
| 2022-2023 | N3 : 1er                                                    | Coupe de France : 8e tour (0-3 vs SM Caen [Ligue 2] mais victoire sur tapis vert) 32es de finale (0-2 vs FC Nantes [Ligue 1]) |
| 2023-2024 | National 2 (N2) : saison en cours                           | Coupe de France : en cours |

Légende :
| Champion | Promotion | Relégation | Finaliste | Élimination |